# Andrew Guest
Andrew Guest é um escritor de televisão norte-americano. As obras mais notáveis de Guest são episódios de Hope & Faith ("Faith Knows Squat", 2006) e 30 Rock ("Succession", 2008). Guest foi também um membro da equipa de produção em Hope & Faith e escreve episódios para Community. Ele foi nomeado para o Writers Guild of America Award de Melhor Série de Comédia na cerimonia de Fevereiro de 2009 por seu trabalho na terceira temporada de 30 Rock.